# رهبر (فیلم ۲۰۱۳ هندی)
رهبر (به انگلیسی: Leader) یا قهرمان 
(به تلوگویی: Naayak) فیلمی هندی محصول سال ۲۰۱۳ و به کارگردانی وی. وینایاک است. در این فیلم بازیگرانی همچون رام چاران، کجال آگاروال، امالا پال، اشیش ویدیارتی، راهول دو، کوتا سرینیواسا راو، آناندهی و چارمی کائور ایفای نقش کرده‌اند.